# Софисти-поп
Софисти-поп (англ. Sophisti-pop) — поджанр поп-музыки, вобравший в себя элементы софт-рока, джаза и голубоглазого соула. Характеризуется использованием электронных клавишных инструментов, синтезаторов, а также «отлакированными» аранжировками с использованием секции духовых инструментов. Расцвет софисти-попа пришёлся на середину 1980-х — начало 1990-х годов.
Stylus Magazine предположил, что стиль выработался под влиянием работ Roxy Music, а также сольных альбомов Брайана Ферри середины 1980-х Bête Noire и Boys and Girls.
Согласно AllMusic, основные артисты в жанре софисти-попа: Sade, The Style Council, Basia, Swing Out Sister, Prefab Sprout и ранние работы Everything but the Girl.

## Наиболее известные исполнители
- ABC[2]
- Aztec Camera[2]
- Basia[3]
- The Blow Monkeys[2]
- The Blue Nile[4]
- The Christians[5]
- Curiosity Killed the Cat[2]
- Danny Wilson[2]
- Deacon Blue[6]
- Everything but the Girl[3]
- Hue and Cry[7]
- Джо Джексон[8]
- Johnny Hates Jazz[2]
- Level 42[2]
- Living in a Box[2]
- Matt Bianco[9]
- Prefab Sprout[3]
- Sade[3]
- Scritti Politti[10]
- Simply Red[3]
- The Style Council[3]
- Swing Out Sister[3]